# Живанши ле ла Басе
Живанши ле ла Басе (фр. Givenchy-lès-la-Bassée) насеље је и општина у североисточној Француској у региону Север-Па д Кале, у департману Па де Кале која припада префектури Béthune.
По подацима из 2011. године у општини је живело 937 становника, а густина насељености је износила 240,87 становника/km². Општина се простире на површини од 3,89 km². Налази се на средњој надморској висини од 27 метара (максималној 31 m, а минималној 19 m).

## Демографија
| 1962. | 1968. | 1975. | 1982. | 1990. | 1999. | 2011. |
| ----- | ----- | ----- | ----- | ----- | ----- | ----- |
| 473   | 521   | 554   | 748   | 803   | 813   | 937   |

График промене броја становника у току последњих година